# بخش پرکینز (شهرستان اری، اوهایو)
بخش پرکینز (به انگلیسی: Perkins Township) یک منطقهٔ مسکونی در ایالات متحده آمریکا است که در شهرستان ایری، اوهایو واقع شده‌است.
 بخش پرکینز ۶۷٫۲ کیلومتر مربع مساحت و ۱۲٬۲۰۲ نفر جمعیت دارد و ۱۸۳ متر بالاتر از سطح دریا واقع شده‌است.